# Хияярви
Хи́яя́рви (фин. Hiijärvi) — озеро на территории Кааламского сельского поселения Сортавальского района Республики Карелия.

## Общие сведения
Площадь озера — 0,8 км². Располагается на высоте 89,0 метров над уровнем моря.
Форма озера продолговатая: вытянуто с северо-запада на юго-восток. Берега каменисто-песчаные, возвышенные.
Озеро входит в проточную систему озёр: Пяяхимайненлампи (фин. Päähimainenlampi) → Венелампи (фин. Venelampi) → Риутталампи (фин. Riuttalampi) → Перттилампи (фин. Perttilampi) → Хияярви → Вахваярви → Руоколампи → Юлялампи → Алалампи (фин. Alalampi) → Янисъярви.
В озере расположены шесть островов различной величины.
Населённые пункты возле озера отсутствуют. Ближайший — посёлок Алалампи — расположен в 3,5 км к северо-востоку от озера.
Код объекта в государственном водном реестре — 01040300211102000013506.